# Paul Murray (Schriftsteller)
Paul Murray (* 1975 in Dublin) ist ein irischer Schriftsteller.

## Leben und Werk
Sein Vater war Professor am University College Dublin, seine Mutter Lehrerin. Paul Murray machte seinen Schulabschluss am katholischen Blackrock College für Jungen im Dubliner Vorort Williamstown. Anschließend studierte er Englische Literatur am Trinity College in Dublin und kreatives Schreiben an der University of East Anglia in Norwich. Vor seiner Karriere als Schriftsteller arbeitete er als Buchhändler. Heute lebt er in Dublin.
Im Jahr 2003 veröffentlichte Murray seinen ersten Roman, An Evening of Long Goodbyes. Dieser wurde für den Whitbread First Book Award und den Kerry Group Irish Fiction Award nominiert. Sein zweiter Roman, Skippy Dies, folgte 2010 und wurde für zahlreiche Literaturpreise nominiert. Sein dritter Roman The Mark and the Void erschien 2015 und wurde 2016 anteilig mit dem Bollinger Everyman Wodehouse Prize ausgezeichnet.
Murrays vierter, im Jahr 2023 erschienener Roman, The Bee Sting, wurde 2023 als „Novel of the Year“ mit einem Irish Book Award ausgezeichnet und wurde auch das „Irish Book of the Year 2023“. Das Buch erreichte zudem die Shortlist des Booker Prize. Das über 600 Seiten lange Werk berichtet vor dem Hintergrund der Finanzkrise und des Klimawandels vom Untergang einer irischen Familie.

## Werke
- 2003: An Evening of Long Goodbyes (dt. übersetzt von Wolfgang Müller, Antje Kunstmann Verlag, München 2005, ISBN 978-3-88897-404-5).
- 2010: Skippy Dies (dt. Skippy stirbt, übersetzt von Rudolf Hermstein und Martina Tichy, Antje Kunstmann Verlag, München 2010, ISBN 978-3-88897-700-8).
- 2015: The Mark and the Void (dt. Der gute Banker, übersetzt von Wolfgang Müller, Antje Kunstmann Verlag, München 2016, ISBN 978-3-95614-120-1).
- 2023: The Bee Sting (dt. Der Stich der Biene, übersetzt von Wolfgang Müller, Antje Kunstmann Verlag, München 2024, ISBN 978-3-95614-581-0).[7]